# Internationaler Verband zum Schutz von Pflanzenzüchtungen

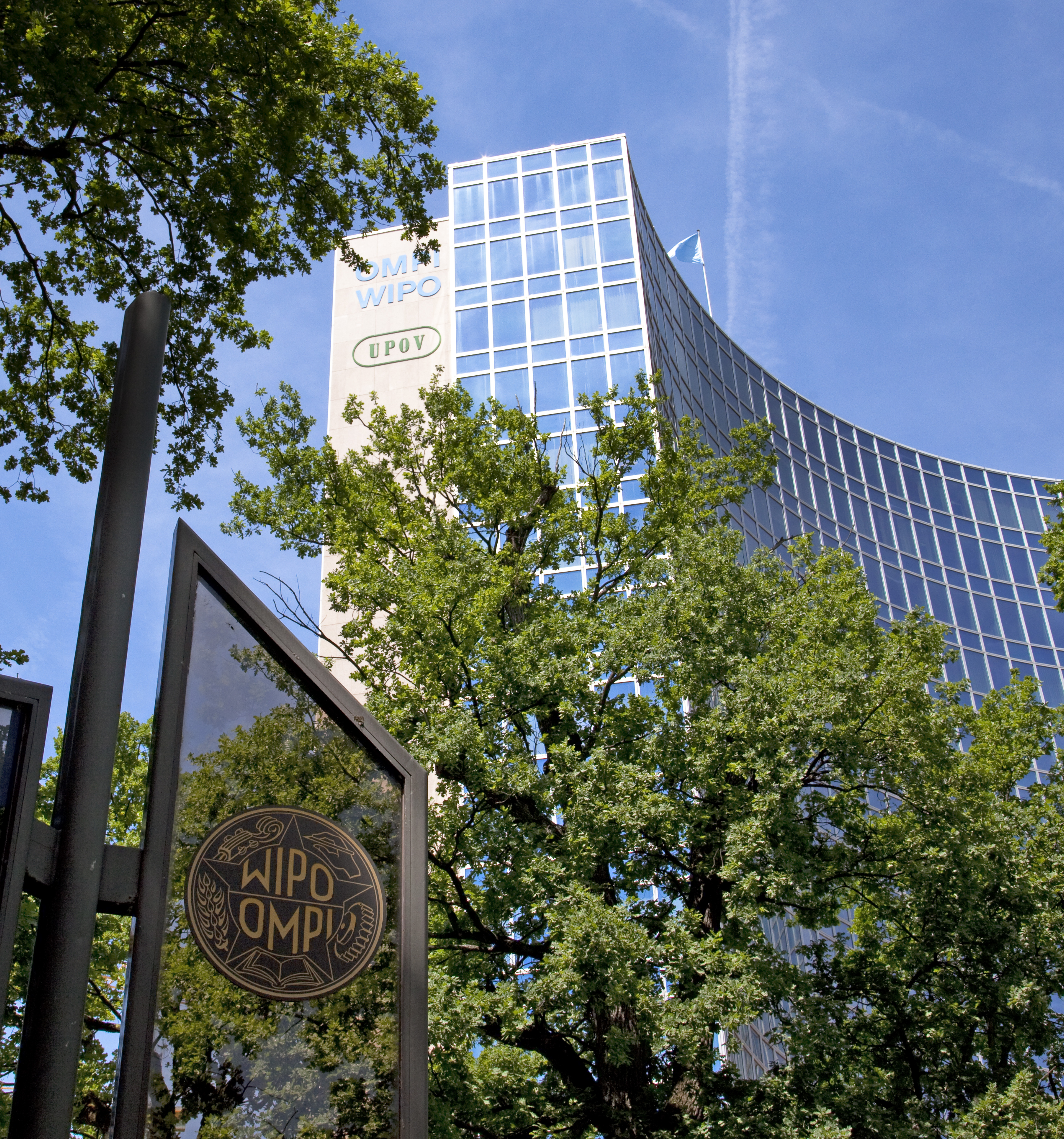
UPOV-Hauptquartier in Genf

Die Union internationale pour la protection des obtentions végétales (französisch, kurz UPOV; deutsch Internationaler Verband zum Schutz von Pflanzenzüchtungen) ist eine zwischenstaatliche Organisation zum Schutz von Pflanzenzüchtungen. Sie hat ihren Sitz in Genf.
Das Ziel von UPOV besteht darin, ein effektives System für den Sortenschutz zu etablieren. Dies wird durch die Festlegung eines Regelwerks erreicht, das von den Mitgliedstaaten in nationales Recht umgesetzt werden muss. Der Begriff „UPOV-Übereinkommen“ bezieht sich auf eines der drei grundlegenden Dokumente des Verbands: die Akte von 1991 (UPOV 91), die Akte von 1978 (UPOV 78) und die Akte von 1961, die durch die Änderungen von 1972 angepasst wurde (UPOV 61).

## Präsidenten
Bisherige Präsidenten des UPOV-Rates (ab 1991):
- Ricardo López de Haro y Wood (1991–1994)[4]
- Bill Whitmore (1994–1997)[5]
- Ryusuke Yoshimura (1997–2000)[6]
- Karl Olov Öster (2000–2003)[7]
- Enriqueta Molina Macías (2003–2006)[8]
- Doug Waterhouse (2006–2009)[9]
- Choi Keun-Jin (2009–2012)[10]
- Kitisri Sukhapinda (2012–2015)[11]
- Luis Salaices Sánchez (2015–2016)[12]
- Raimundo Lavignolle (2016–2019)[13]

## Geschichte
Die UPOV wurde 1961 durch das Internationale Übereinkommen zum Schutz von Pflanzenzüchtungen eingerichtet, auf Initiative europäischer Züchtungsunternehmen, die 1956 eine Definition von Grundprinzipien für den Sortenschutz forderten. Ziel des Übereinkommens ist es, das Recht des geistigen Eigentums so fortzuentwickeln, dass es Pflanzenzüchtungen schützt und damit die Entwicklung neuer Pflanzensorten begünstigt. Die Mitgliedschaft erfordert die Umsetzung der Kernelemente des Übereinkommens in nationales Recht.
Das ursprüngliche Abkommen 1961 wurde von sechs westlichen Industriestaaten ratifiziert: Deutschland, Frankreich, Dänemark, Schweden, UK und von den Niederlanden. An den Verhandlungen teilgenommen haben überdies die Schweiz, Israel, Italien, Belgien, Spanien und Südafrika. Das Südafrika der Apartheid war folglich der einzige Staat des globalen Südens, der an den Verhandlungen über das Abkommen anwesend war.
In den folgenden Jahren wurde UPOV mehrmals überarbeitet. In den Jahren 1972, 1978 und zuletzt 1991. Zu diesem Zeitpunkt war die Anzahl der Mitgliedstaaten erst auf 20 angewachsen. UPOV 91 beinhaltet gegenüber früheren Versionen des Abkommens einen deutlich stärkeren Sortenschutz.
Seit der Ratifizierung von UPOV 91 ist eine Vielzahl neuer Staaten dem Abkommen beigetreten. Im Mai 2024 verzeichnet UPOV 79 Mitglieder. Diese Anstieg könnte auf die Einführung des Übereinkommens über handelsbezogene Aspekte der Rechte des geistigen Eigentums, kurz TRIPS-Übereinkommen im Jahr 1995 zurückzuführen sein. Dieses verpflichtet jeden WTO-Mitgliedstaat, ein Sortenschutzsystem in sein nationales Recht zu integrieren. Dabei können die Mitgliedstaaten wählen, ob sie ein eigenes, sui generis System entwickeln oder dem UPOV-Abkommen beitreten möchten. Es hat sich jedoch gezeigt, dass insbesondere auch Länder des globalen Südens dem Abkommen beigetreten sind, was durch spezifische Klauseln in bilateralen Handelsabkommen, insbesondere mit der EU, den USA, Japan und der EFTA gefördert wurde.

## Vertragsstaaten
Zum aktuellen Zeitpunkt haben die folgenden 77 Staaten und zwei zwischenstaatliche Organisationen das UPOV-Übereinkommen ratifiziert: Afrikanische Organisation für geistiges Eigentum (Organisation Africaine de la Propriété Intellectuelle, OAPI), Ägypten, Albanien, Argentinien, Armenien, Aserbaidschan, Australien, Belarus, Belgien, Bolivien, Bosnien und Herzegowina, Brasilien, Bulgarien, Chile, China, Costa Rica, Dänemark, Deutschland, Dominikanische Republik, Ecuador, Estland, Europäische Union, Finnland, Frankreich, Georgien, Ghana, Irland, Island, Israel, Italien, Japan, Jordanien, Kanada, Kenia, Kirgisistan, Kolumbien, Kroatien, Lettland, Litauen, Marokko, Mexiko, Montenegro, Neuseeland, Nicaragua, Niederlande, Nordmazedonien, Norwegen, Oman, Österreich, Panama, Paraguay, Peru, Polen, Portugal, Republik Korea, Republik Moldau, Rumänien, Russische Föderation, Schweden, Schweiz, Serbien, Singapur, Slowakei, Slowenien, Spanien, St. Vincent und die Grenadinen, Südafrika, Trinidad und Tobago, Tschechische Republik, Tunesien, Türkei, Ukraine, Ungarn, Uruguay, Usbekistan, Vereinigte Republik Tansania, Vereinigte Staaten von Amerika, Vereinigtes Königreich, Vietnam.
Um Mitglied bei UPOV zu werden, müssen Staaten oder zwischenstaatliche Organisationen die Anforderungen des jeweiligen UPOV-Übereinkommens in nationales Recht umsetzen. Das Sekretariat von UPOV überprüft die nationale Gesetzgebung zum Sortenschutz und gibt dem Rat eine Empfehlung, ob die Mitgliedschaft gewährt werden soll oder nicht. In der Vergangenheit wurde die Mitgliedschaft mehreren Ländern verweigert, da ihre nationalen Sortenschutzgesetze Ausnahmeregelungen enthielten, die die Wiederverwendung und den Austausch von bäuerlichem Saatgut erlaubten.
Darüber hinaus haben zahlreiche Länder (z. B. Pakistan), zwischenstaatliche Organisationen (z. B. die Europäische Freihandelsassoziation) und internationale Nichtregierungsorganisationen (z. B. die International Community of Breeders of Asexually Reproduced Ornamental and Fruit Varieties) Beobachterstatus.

## Schutzsystem
Das Übereinkommen regelt nicht nur die Organisation und Leitung des Verbands zum Schutz von Pflanzenzüchtung, sondern auch die grundlegenden Konzepte des Sortenschutzes, die von den Mitgliedern des Verbands in ihre nationalen Rechte aufgenommen werden müssen. Diese sind im Übereinkommen 1991 aufgeteilt in die folgenden Kapitel: Voraussetzungen für die Erteilung des Züchterrechts, Antrag auf Erteilung des Züchterrechts, die Rechte des Züchters, Sortenbezeichnung, Nichtigkeit und Aufhebung.

### Voraussetzungen für die Erteilung des Züchterrechts
Um ein Züchterrecht zu erhalten, muss die betreffende Sorte nachweislich neu sein. Das bedeutet, dass die Sorte zuvor weder im Land des Antragstellers für mehr als ein Jahr noch in einem anderen Land oder Gebiet für mehr als vier Jahre (bzw. für Bäume und Reben für mehr als sechs Jahre) verfügbar gewesen sein darf. Die Sorte muss außerdem unterscheidbar (D) sein, d. h. sie muss sich anhand bestimmter Merkmale leicht von jeder anderen bekannten (geschützten oder nicht geschützten) Sorte unterscheiden lassen. Die beiden anderen Kriterien, Homogenität (U) und Beständigkeit (S), bedeuten, dass die einzelnen Pflanzen der neuen Sorte nicht mehr Variation in den relevanten Merkmalen aufweisen dürfen, als von Natur aus zu erwarten wäre. Zudem müssen künftige Generationen der Sorte durch verschiedene Vermehrungsmethoden weiterhin die relevanten Unterscheidungsmerkmale aufweisen. Die UPOV stellt allgemeine Richtlinien für die DUS-Prüfung bereit.

### Antrag auf Erteilung des Züchterrechts
Der Schutz für eine neue Sorte kann in jedem Vertragsland beantragt und in beliebig vielen Ländern eingereicht werden, ohne das Ergebnis früherer Anträge abzuwarten. Der Schutz gilt nur in dem Land, in dem er erteilt wurde; es gibt also keinen gegenseitigen Schutz, es sei denn, die betreffenden Länder haben etwas anderes vereinbart. Es besteht ein Prioritätsrecht, und das Anmeldedatum der ersten in einem Land eingereichten Anmeldung ist das Datum, das zur Bestimmung der Priorität herangezogen wird. Das Prioritätsrecht ist für einen Zeitraum von 12 Monaten gültig.

### Die Rechte des Züchters
Der Züchter muss alle Handlungen in Bezug auf Vermehrung der neuen Sorte genehmigen, einschließlich der Erzeugung, der Aufbereitung für Vermehrungszwecke, des Feilhaltens, des Verkaufs und sonstigen Vertriebs, der Einfuhr und der Ausfuhr sowie der Aufbewahrung zu einem der genannten Zwecke. Das bedeutet, dass der Züchter beispielsweise von jedem Unternehmen, das an der Vermehrung seiner Sorte für den Verkauf interessiert ist, eine Lizenzgebühr verlangen kann. Handlungen in Bezug auf Erntegut, das ohne Genehmigung aus Vermehrungsmaterial der geschützten Sorte erzeugt wurde, bedürfen ebenfalls der Zustimmungen des Züchters. Dies gilt auch für die Herstellung von Erzeugnissen aus diesem Erntegut sowie für Sorten, die von der geschützten Sorte abgeleitet sind.
Das Übereinkommen von 1991 sieht verschiedene Ausnahmen vom Züchterrecht vor:
- Ausnahme für private, nicht-gewerbliche Nutzung: Während die freie private Nutzung in UPOV 78 implizit erlaubt ist, wurde in UPOV 91 eine obligatorische ausdrückliche Ausnahme eingeführt. Diese erlaubt die Vermehrung geschützter Sorten zum privaten Gebrauch durch Hobbygärtner und Subsistenzlandwirte, beschränkt sich jedoch ausschließlich auf die Erzeugung von Nahrungspflanzen für den Eigenverbrauch.[24] Der Austausch oder das Verschenken von Saatgut oder Vermehrungsmaterial geschützter Sorten ist in jedem Fall verboten.
- Ausnahme für Forschung: Handlungen, die zu Versuchszwecken vorgenommen werden, sind vom Anwendungsbereich des Züchterrechts gemäß UPOV 91 ausgenommen. Diese Ausnahme war in UPOV 78 bereits implizit enthalten.
- Ausnahme für die Landwirtschaft: Im Übereinkommen von 1978 ist die Vermehrung von Saatgut sowie dessen Austausch mit anderen Landwirten implizit erlaubt, da sich das ausschließliche Recht des Züchters nur auf die Erzeugung zum Zwecke des Inverkehrbringens erstreckt. Mit dem Übereinkommen von 1991 wurde der Geltungsbereich der Züchterrechte auf die Vermehrung einer Sorte erweitert. Es gibt jedoch immer noch eine fakultative Ausnahme, die in die nationalen Rechtsvorschriften aufgenommen werden kann, um die Vermehrung von Saatgut bestimmter Pflanzen durch Landwirte zu gestatten, allerdings nur „innerhalb angemessener Grenzen und vorbehaltlich der Wahrung der berechtigten Interessen des Züchters“, was praktisch bedeutet, dass die Landwirte Lizenzgebühren zahlen müssen. Die einzigen Mitglieder der UPOV 91, die die freie Vermehrung von Saatgut einiger Arten durch Landwirte erlauben, sind die Schweiz[25][26] und die Vereinigten Staaten von Amerika.[27] Das UPOV-Sekretariat hat nie geprüft, ob diese Umsetzung im Einklang mit dem Übereinkommen steht, da diese Länder bereits Mitglied der UPOV 1978 waren und die nationalen Rechtsvorschriften nur für neue Mitglieder und nicht für bestehende Mitglieder, die von UPOV 78 auf UPOV 91 umgestellt haben, analysiert werden.
- Ausnahme für die Züchtung: Geschützte Sorten können von anderen Züchtern ohne Zustimmung des Inhabers der Ursprungssorte als Quelle für neue Sorten verwendet werden. Mit der Einführung des Übereinkommens von 1991 wurde diese Ausnahme dahingehend eingeschränkt, dass „im Wesentlichen abgeleitete Sorten“ ausgeschlossen sind.

Das Übereinkommen von 1991 legt fest, dass das Züchterrecht für mindestens 20 Jahre ab dem Tag der Erteilung und für Baum- und Rebsorten sogar für mindestens 25 Jahre ab dem Tag der Erteilung gilt. In der Übereinkunft von 1978 beträgt die Mindestdauer der Züchterrechte 15 Jahre und sogar 18 Jahre für Reben, Wald-, Obst- und Zierbäume.

### Sortenbezeichnung
Der Züchter hat auch das Recht, der neuen Sorte einen Namen zu geben, wobei er sich an bestimmte Richtlinien halten muss, die verhindern, dass der Name absichtlich irreführend ist oder dem Namen einer anderen Sorte zu ähnlich ist. Der Sortenname muss beim Feilhalten oder beim gewerbsmäßigen Vertrieb jeder geschützten Sorte klar ersichtlich sein.

### Nichtigkeit und Aufhebung
Schließlich gibt es Bestimmungen darüber, wie erteilte Züchterrechte aufgehoben werden können, wenn sie sich als unbegründet erweisen. Das heißt, wenn nach der Erteilung des Antrags festgestellt wird, dass die Sorte nicht wirklich neu oder unterscheidbar ist, oder wenn festgestellt wird, dass sie nicht homogen oder beständig ist, werden die Züchterrechte aufgehoben. Stellt sich außerdem heraus, dass die Person, die den Schutz der Sorte beantragt hat, nicht der tatsächliche Züchter ist, werden die Rechte aufgehoben, sofern sie nicht auf die richtige Person übertragen werden können. Auch nach Ablauf der Schutzdauer können die Züchterrechte widerrufen werden, falls die Sorte nicht mehr die notwendige Homogenität und Beständigkeit zeigt.

## Auswirkungen des UPOV-Übereinkommens

### Situation in Entwicklungsländern
Kritiker werfen der UPOV vor, seine Fokussierung auf strikte intellektuelle Eigentumsrechte schade der kleinbäuerlichen Landwirtschaft in Entwicklungsländern, weil es sie vom Gebrauch von geschütztem oder gespeichertem Saatgut abhalte. Profitieren würden in erster Linie reiche Industrienationen. UPOV wurde mehrheitlich von entwickelten Ländern der Nordhemisphäre gegründet und die UPOV-Konvention ist entsprechend auf die dortigen stark arbeitsteiligen Formen der Landwirtschaft angepasst. Hingegen ist sie wenig geeignet für Entwicklungsländer, in denen meist nur ein kleiner Teil des Saatguts aus dem formellen Saatgutsektor stammt und der Großteil des Saatgut von Bäuerinnen und Bauern selber produziert wird. Bestätigt wird diese Kritik von einer 2015 veröffentlichten Studie. Demnach lasse sich in Industrienationen eine positive und signifikante Korrelation zwischen der Stärkung des Sortenschutzes und der landwirtschaftlichen Wertschöpfung feststellen. In Entwicklungsländer bestehe hingegen keine signifikante Korrelation: Mehr Sortenschutz erhöhe die landwirtschaftliche Wertschöpfung in Entwicklungsländern demnach nicht.

### Menschenrechte
Die strenge Auslegung der intellektuellen Eigentumsrechte wie sie in der UPOV-Konvention festgeschrieben ist, steht in Konflikt mit den Menschenrechten. Insbesondere das bäuerliche Recht, das Saatgut wiederzuverwenden, zu tauschen und zu verkaufen, wie es in Artikel 19 der UN-Deklaration für die Rechte von Bäuerinnen und Bauern und anderen Personen im Ländlichen Raum (UNDROP) sowie im Artikel 9 des Internationalen Vertrages über pflanzengenetische Ressourcen für Ernährung und Landwirtschaft (ITPGRFA) verankert ist. Darüber hinaus werden die Rechte der Bauern auf Saatgut auch im Übereinkommen über die biologische Vielfalt (CBD) und in der UN-Deklaration der Rechte indigener Völker erwähnt (UNDRIP). Die UPOV-Normen verletzen diese Rechte im Falle geschützter Sorten, da laut UPOV 91 der Tausch und der Verkauf von Saatgut verboten ist. Da die Umsetzung der UPOV-Normen auf vordefinierten Standards beruht, bleibt den Mitgliedsstaaten zudem wenig Spielraum, ihrer Verpflichtung nachzukommen, mögliche Auswirkungen auf die Menschenrechtssituation in ihren Ländern zu berücksichtigen. In vielen Entwicklungsländern wurden Kleinbauern vor der Verabschiedung und Umsetzung neuer Sortenschutzgesetze nicht informiert und hatten keine Möglichkeit, sich an diesen Entscheidungsprozessen zu beteiligen.
Da die UN-Deklaration über die Rechte von Bauern (UNDROP), sowie die UN-Deklaration über die Rechte indigener Völker (UNDRIP) als Menschenrechtsstandards gelten, werden sie von Menschenrechtsexperten als Normen höherer Ordnung angesehen. Dies bedeutet, dass sie Vorrang vor Eigentumsrechten an Saatgut haben. Staaten sind daher verpflichtet, nationale Gesetze zu ändern, die die Rechte der Bauern verletzen, und internationale Abkommen wie UPOV so anzupassen, dass sie mit den Rechten der Bauern in Einklang stehen.
Im Jahr 2021 erklärte der Oberste Gerichtshof von Honduras das Gesetzesdekret Nr. 21-2012, welches das Gesetz zum Schutz von Pflanzenzüchtungen enthält, für verfassungswidrig. Der Oberste Gerichtshof kippte das auf UPOV 91 basierende Gesetz, weil er es als unvereinbar mit einer Reihe von Menschenrechten sowie mit der Verpflichtung des Staates Honduras zum Schutz der Umwelt ansah.
Da Menschenrechte vor nationalen Rechten und zwischenstaatlichen Abkommen vorgehen, wären die UNO-Mitgliedsstaaten verpflichtet, ihre Sortenschutzgesetze und die UPOV-Konvention anzupassen.

### Biopiraterie
Das Kriterium der Neuheit in der UPOV-Konvention bezieht sich lediglich darauf, dass eine Sorte im entsprechenden Land zuvor nicht geschützt war und kommerziell vermarktet wurde. So können Saatguthersteller auch Sorten schützen, die zuvor schon als traditionelle Sorten im Umlauf waren, wodurch der Biopiraterie Tür und Tor geöffnet wird. Tatsächlich ist aus Westafrika ist ein Fall von Biopiraterie belegt: In Niger wurde für die bäuerliche Zwiebelsorte „Violet de Galmi“ Sortenschutz beantragt, ohne dass eine züchterische Leistung erbracht wurde. Der Antrag wurde von der nigerianische Regierung angefochten, woraufhin das Saatgutunternehmen ihn zurückzog und für dieselbe Sorte einen neuen Antrag unter einem anderen Namen einreichte. Diese Tatsache verdeutlicht, wie leicht Sorten angeeignet werden können, da die Anfechtung nur möglich war, weil das Unternehmen den ursprünglichen Namen der traditionellen Sorte verwendet hatte.

### Biodiversität
Vielfältige genetische Ressourcen sind die Grundlage jeder Pflanzenzüchtung und -produktion. Pflanzenzüchter sind auf die Sorten der Bauern und wilde Verwandte als Quelle für wichtige Eigenschaften wie Krankheits- und Schädlingsresistenz angewiesen. Im letzten Jahrhundert ist die Anzahl der Sorten um 75 % zurückgegangen, und die Anbaufläche für alte Sorten hat weltweit erheblich abgenommen, da diese durch wissenschaftlich gezüchtete Sorten oder gar genetisch modifizierte Sorten ersetzt wurden. Zudem kann die genetische Vielfalt von Kulturpflanzen durch die Konzentration der Anbauflächen auf wenige bevorzugte Sorten und die Verringerung des „genetischen Abstands“ zwischen diesen Sorten weiter abnehmen. Die zunehmende Dominanz einiger weniger globaler Saatguthersteller und die Einführung immer strengerer Sortenschutzvorschriften könnten eine Schlüsselrolle bei dieser Entwicklung gespielt haben. Wie der Generalsekretär der Vereinten Nationen in einem Bericht aus dem Jahr 2015 feststellte, können die Beschränkungen der Saatgutverwaltungssysteme im Rahmen von UPOV 91 zu einem Verlust der biologischen Vielfalt führen, was vor allem auf die Einschränkungen des informellen Saatgutsystems zurückzuführen sei. Dies gefährdet nicht nur den Lebensunterhalt von Kleinbauern, sondern schwächt auch die genetische Grundlage, auf die wir alle für unsere zukünftige Lebensmittelversorgung angewiesen sind. Besonders im Hinblick auf den Klimawandel birgt die genetische Vielfalt ein großes Potential, da sie die Anpassungsfähigkeit von Pflanzen an veränderte Umweltbedingungen erhöht.

## UPOV und Freihandelsabkommen
Viele Entwicklungsländer haben sich nicht freiwillig dazu entschieden, dem UPOV-Abkommen beizutreten, sondern wurden durch Freihandelsabkommen dazu verpflichtet. Beispiele dafür sind Peru, Marokko und Costa Rica, deren Beitritt zu UPOV eine der Bedingungen war, die die Europäische Freihandelsassoziation für die später abgeschlossenen Freihandelsabkommen stellte. Gegen Vorgaben zu UPOV in Freihandelsabkommen entsteht zunehmend Widerstand: In der Schweiz sind bei den verantwortlichen Personen im Jahr 2020 über 1'300 Beschwerdebriefe aus verschiedenen Ländern eingetroffen.
Der aktuelle UN-Sonderberichterstatter für das Recht auf Nahrung betont in seinem 2021 veröffentlichten Bericht an den Menschenrechtsrat über Saatgut und die Rechte der Bauern, dass UPOV 91 die Rechte der Bauern verletzt. Er kritisiert den Druck, den Industrieländer durch Freihandelsverträge auf die Länder des globalen Südens ausüben, um UPOV beizutreten. Er fordert die UN-Mitgliedsstaaten auf, die Saatgutpolitik und die Sortenschutzgesetze so zu gestalten und auszulegen, dass die Rechte der Bauern geschützt und ihre Saatgutsysteme gefördert werden, anstatt sie einzuschränken. Äthiopien, Indien, Malaysia und Thailand (allesamt Nicht-UPOV-Mitglieder) werden als positive Beispiele genannt, da sie „innovative nationale Sortenschutzgesetze verabschiedet haben, die sich von UPOV 91 unterscheiden“.
Derzeit befinden sich die EFTA Staaten Schweiz, Liechtenstein, Norwegen und Island aber in Verhandlungen über Freihandelsabkommen mit Thailand und Malaysia. In diesem Kontext wird von beiden Ländern die Einhaltung von UPOV 91 als Voraussetzung für diese Abkommen gefordert. In einem Brief an die vier Länder, anfangs 2024, hat der UN-Sonderberichterstatter darauf hingewiesen, dass diese Vorgehensweise das Recht auf Nahrung gefährde. Trotz dieser Bedenken deutet die gemeinsame Antwort der EFTA-Staaten darauf hin, dass sie an ihrer bisherigen Praxis festhalten werden.

## Kritik und Widerstand
Zivilgesellschaftliche Organisationen wie Oxfam, das Third World Network, Via Campesina oder die Koalition „Recht auf Saatgut“ kritisieren, dass das UPOV-Sekretariat und die Mitgliedstaaten sich gegenüber einem Dialog mit Betroffenen nicht offen zeigen würde:
- indem Sitzungen geheim gehalten werden,
- indem der UPOV Dokumente wie etwa Protokolle nicht öffentlich zugänglich macht,
- indem Bauernorganisationen kein NGO-Beobachtungsstatus zuerkannt wird.[53]

In einer Studie kam Professor Graham Dutfield zu dem Schluss, dass die UPOV-Verwaltung nur wenig Wissen über die tatsächliche Landwirtschaft und die Methoden von Kleinbauern bei der Entwicklung und Produktion neuer Sorten besitzt. Stattdessen liegt ihr Fachwissen im Bereich der formalen Pflanzenzüchtung. Dadurch bevorzugt das UPOV-System kommerzielle Züchter gegenüber Kleinbauern und stellt private Interessen über das öffentliche Wohl.
Anlässlich des 60-jährigen Bestehens der UPOV am 2. Dezember 2021 organisierte eine von GRAIN angeführte Koalition die „Aktionswoche: Stop UPOV“, unterstützt von über 230 Unterzeichnern aus 47 Ländern. Vor dem UPOV-Hauptsitz führte eine Gruppe von Aktivisten der Schweizer Koalition Recht auf Saatgut eine Protestaktion durch, bei der sie symbolisch Pflanzen aus den Ketten der UPOV befreiten.